# Free for All (Blakey-Album)

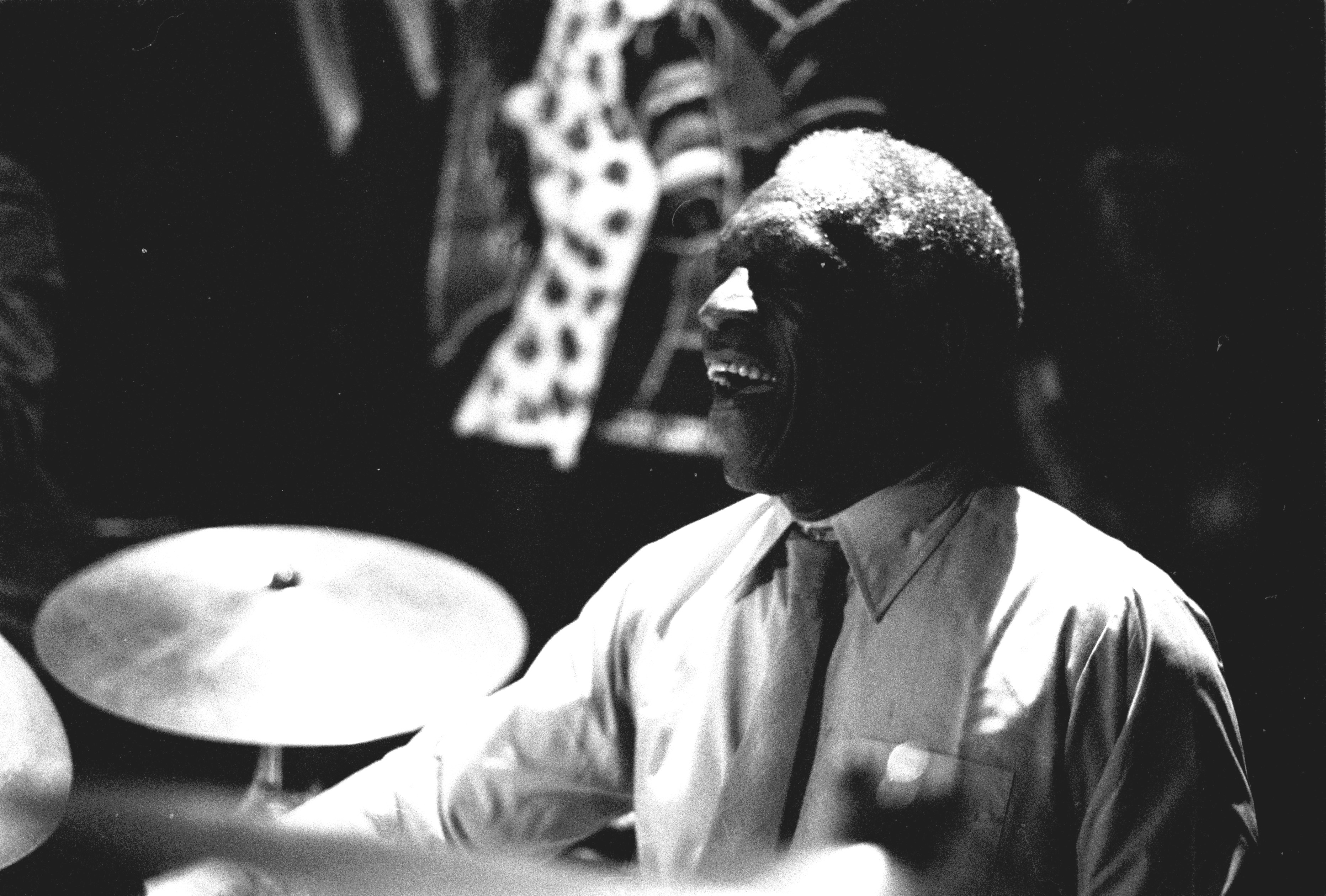
Art Blakey bei einem Konzert im Jahr 1985

Free for All ist ein Jazz-Album von Art Blakey und seinen Jazz Messengers. Es wurde am 10. Februar 1964 im Studio von Rudy Van Gelder in Englewood Cliffs, New Jersey aufgenommen und im selben Jahr von Blue Note Records veröffentlicht.

## Das Album
Beginnend mit dem 1961 entstandenen Album Mosaic arbeitete Art Blakey mit einer frontline jener drei Bläser, die von vielen Kritikern als die berühmteste Jazz Messengers-Ausgabe betrachtet wird: Wayne Shorter (Tenorsaxophon), Freddie Hubbard (Trompete) und Curtis Fuller (Posaune). Neben Blakey spielten in der Rhythmusgruppe der Pianist Cedar Walton und der Bassist Jymie Merritt, der schließlich im Oktober 1962 von Reggie Workman abgelöst wurde. Direkt anschließend an die Free for All-Session im Februar entstand noch ein Live-Mitschnitt in Kyōto; Mitte 1964 löste sich diese Messengers-Ausgabe auf, als Shorter Mitglied des Miles Davis Quintetts wurde.
Free for All war das erste Blue Note-Album der Jazz Messengers nach zwei Jahren; dazwischen lagen einige Produktionen für Impulse! (A Jazz Message) und Riverside (Ugetsu). Die Besetzung der Messengers bestand 1964 aus vier Jazz-Komponisten (Shorter, Hubbard, Fuller und Walton), jedoch steuerten nur zwei Musiker Stücke zu dem Album bei, Wayne Shorter das Titelstück Free for All und Hammer Head sowie Freddie Hubbard The Core. Der letzte Titel Pensativa stammt von Clare Fischer und wurde von Freddie Hubbard arrangiert.
Free for All beginnt nach einer kurzen Piano-Einleitung mit einem unisono beginnenden „gravitätischen, imposanten Thema, bei dem Blakey schon das Feuer prophezeit, das bald kommen wird“, so Nat Hentoff in den Original-Liner Notes. Shorter steigt gleich mit kräftigem Spiel ein, setzt fanfarenähnliche, thematische Fragmente, auf die Hubbard/Fuller in Call and Response-Spielweise antworten. Nach Fullers und Hubbards Spiel gibt der Bandleader ein Solo, bevor die drei Bläser erneut einsteigen. Nach Hammer Head im Medium-Tempo folgt die Hubbard-Komposition The Core, der Titel ein Wortspiel; zum einen ist es die Abkürzung der von Hubbard geschätzten Anti-Diskriminierungs-Organisation Congress of Racial Equality, zum anderen sei Core (englisch für Kern) „der Mittelpunkt aller Arten von Veränderung, die eintreten müssen, bevor diese Gesellschaft wirklich offen für jeden sei“, so Hubbard. Der letzte Titel Pensativa wurde von Freddie Hubbard arrangiert, der auch ein erstes lyrisches Solo spielt, gefolgt von Shorter.

## Bewertung des Albums
Der Kritiker Bob Blumenthal lobte das Album bei seiner Neuausgabe in der Rudy Van Gelder-Edition (2003) besonders wegen der Leistungen Wayne Shorters, dessen Arbeit die eröffnenden Passagen des Ensembles stütze, sowohl in Free for All als auch in Hammer Head. Sein Spiel sei gleichsam eine Wasserscheide zu dem „alten“ Wayne Shorter. Free for All und Hubbards The Core seien auch Beispiele für Kompositionen dieser Zeit, die nicht ausschließlich auf Skalen aufbauten, wie dies der Modale Jazz tat. Die Stücke seien „perfekte Vehikel des Übergangs für eine Musik in der Veränderung“, auch wenn diese Veränderung nicht so „free“ wie die Musik von Cecil Taylor und Ornette Coleman sei.

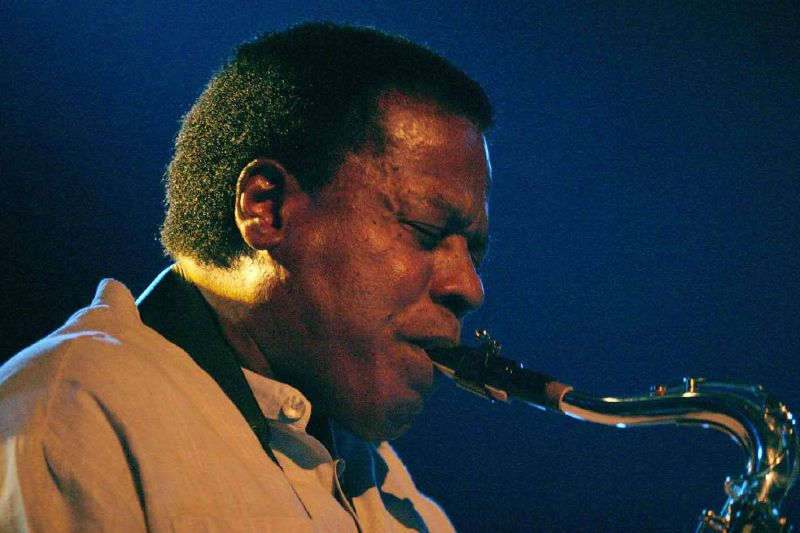
Wayne Shorter

Im Allmusic bezeichnete Al Campbell das Album als einen Höhepunkt im enormen Œuvre Blakeys und gab die zweithöchste Note. Free for All werde von einer Besetzung gespielt, die seit 1961 bestehe und kaum zu schlagen sei: Das Titelstück des Albums sei einer der großartigsten Momente in der Geschichte der Jazz Messengers. In seinen acht Minuten erreiche Free for All die Ränder des free bop, ohne jedoch Blakeys rhythmische Grundierung zu verlassen. Shorters Hammer Head besitze den groove des Soul-Blues; Shorter, Hubbard und Fuller hätten außergewöhnliche Solos, während Blakey energisch im mittleren Tempo swinge. Hubbards The Core käme nahe an die Hitze des Titelstücks heran und enthalte ein ähnlich feuriges Wechselspiel. Clare Fischers Pensativa ging in das Repertoire der Messengers ein und wurde für Jahre zu einem Favoriten Blakeys. Campbell resümiert: „eine leidenschaftliche Arbeit der Messengers, die sich als wesentlich erwiesen hat.“
Richard Cook und Brian Morton betonen in ihrer Besprechung des Albums, das sie mit der höchsten Bewertung auszeichneten, den Beitrag Cedar Waltons zu der Musik dieser Messengers-Ausgabe gegenüber dem eher leichtgewichtigen Bobby Timmons. Die Aufnahmen mit dieser Besetzung seien die kühnsten der Messengers gewesen; zu den drei Meisterwerken dieser Phase zählen die Autoren zuerst das vergnüglich-intensive Free for All, aber auch Mosaic (Oktober 1961) und Buhainia’s Delight vom November/Dezember 1961.
Russ Musto schrieb in All About Jazz zu der Neuausgabe des Albums, dass es zu den Werken der Jazz Messengers gehöre, die klar Blakeys Fähigkeit demonstrierten, seine jungen Musiker zur Kreativität anzustiften und dabei einen identifizierbaren Gruppensound zu behalten, der offen für Veränderung sei. So dokumentiere Free for All „die wohl kreativste Ausgabe“ der Messengers kurz vor ihrer letzten Aufnahme. Auch wenn die Band aus Freddie Hubbard, Wayne Shorter, Curtis Fuller, Cedar Walton und Reggie Workman (zuvor) noch weitere Alben mit großartiger Musik aufgenommen habe, rage Free For All allein durch seinen „unglaublich hohen Energiepegel“ heraus. In vier langen Stücken beweise Blakey „unbezähmbare Kraft und seine unermüdliche Vitalität“. Insbesondere das Titelstück sei durch die unglaubliche Intensität der Solisten „furchterregend, wie sie unter dem Feuer von Blakeys erbarmungsloser Batterie von atemberaubenden Rhythmen stehen“. Shorters Hammer Head sei demgegenüber ein „erfrischender Ausflug“, weil es weniger einschüchternd erscheine; es sei eher konventionell in seinen melodischen Linien und durch Blakeys swingendes Medium-Tempo. Hubbards The Core besitze hingegen „eine Eindringlichkeit, die ekstatische Ausdrucksformen der vier Solisten hervorrufe“, unterstützt von Workmans robustem Beat und Blakeys andauernden polyrhythmischen Stößen. Herausgestellt wird auch Hubbards relaxtes Arrangement des Bossa Nova Pensativa.
Brian Priestley erwähnte in seiner Besprechung des Albums, das er aus dem umfangreichen Blakey-Katalog hervorhob, den damaligen Einfluss von John Coltrane auf die Musik der Jazz Messengers und Wayne Shorters „wachsende Statur“.

## Die Titel

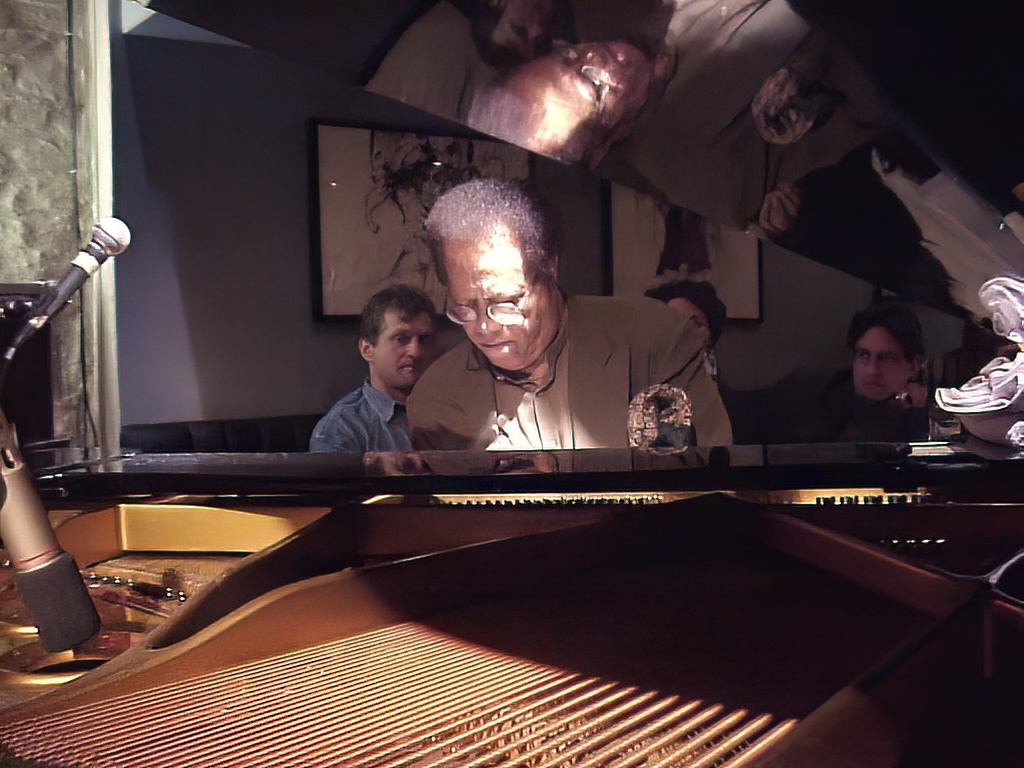
Cedar Walton in Dachau (2001)

- Blue Note BST 84170 (LP), 7243-5-71067-2-6 (CD Rudy van Gelder-Edition)

Seite A
1. Free for All – 11:06 (Wayne Shorter)
2. Hammer Head – 7:48 (Wayne Shorter)
Seite B
3. The Core (Freddie Hubbard) 9:23
4. Pensativa (Clare Fischer) 8:22

## Quellen/Einzelnachweise

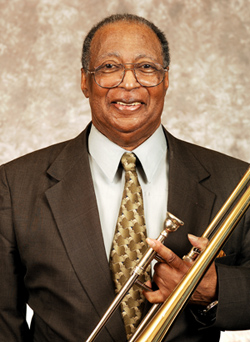
Curtis Fuller